# Родальегас, Брайан
Брайан Сантьяго Родальегас Карвахаль (исп. Brayan Santiago Rodallegas Carvajal; род. 15 ноября 1997 года) — колумбийский тяжелоатлет, призёр чемпионатов мира 2019 и 2022 годов, чемпион Панамериканского чемпионата, победитель Панамериканских игр 2019 года.

## Карьера
В 2017 году на чемпионате мира в Анахайме в весовой категории до 77 кг он стал 10-м с общим итоговым весом на штанге 337 кг.
В 2018 году на чемпионате мира в весовой категории до 89 кг он занял итоговое 4-е место с общим весом 370 кг.
На Панамериканских играх в Лиме в весовой категории до 81 кг он стал чемпионом, набрав общую сумму 363 кг.
В сентябре 2019 года на чемпионате мира в Паттайе колумбийский спортсмен в весовой категории до 81 кг завоевал бронзовую медаль, набрав в сумме двоеборья 363 кг.
На чемпионате мира 2022 года в Боготе, в Колумбии в категории до 89 кг завоевал серебряную медаль по сумме двух упражнений с результатом 381 кг, также в его копилке две малых бронзовых медалей.

## Спортивные результаты
| Год  | Соревнование         | Место проведения | Весовая категория | Рывок  | Толчок | Сумма двоеборья | Место |
| 2017 | Чемпионат мира       | Хьюстон          | до 77 кг          | 150 кг | 187 кг | 337 кг          | 10    |
| 2018 | Чемпионат мира       | Ашхабад          | до 89 кг          | 167 кг | 203 кг | 370 кг          | 4     |
| 2019 | Панамериканские игры | Лима             | до 81 кг          | 161 кг | 202 кг | 363 кг          | 1     |
| 2019 | Чемпионат мира       | Паттайя          | до 81 кг          | 167 кг | 196 кг | 363 кг          | 3     |
| 2021 | Чемпионат мира       | Ташкент          | до 81 кг          | 162 кг | 195 кг | 357 кг          | 5     |
| 2022 | Чемпионат мира       | Богота           | до 89 кг          | 170 кг | 211 кг | 381 кг          | 2     |